# Brenda's Got a Baby
«Brenda's Got a Baby» es el primer sencillo 2Pac en su carrera musical, perteneciente a su primer álbum 2Pacalypse Now. La canción, que cuenta con la colaboración del cantante de R&B Dave Hollister, trata sobre una chica de 12 años llamada Brenda que vive en un gueto, tiene un bebé, y es incapaz de soportarlo. La canción explora el tema del embarazo adolescente y su efecto en las madres jóvenes y sus familias. Al igual que muchas de las canciones de 2Pac, "Brenda's Got a Baby" deriva de la difícil situación de los pobres. Usando a Brenda para representar a las madres jóvenes en general, 2Pac crítica el poco apoyo de los padres de los bebés, del gobierno, y de la sociedad en general. 2Pac escribió la canción cuando leyó un artículo de un periódico que hablaba sobre una chica de 12 años que se quedó embarazada de su primo y, debido a que no quería que sus padres supieran del bebé, lo arrojó a un cubo de basura. Está basada en una historia real. 

## Letra
El comienzo de la canción consiste de un dueto cantando el título repetidamente. La mayor parte del resto de la canción es un verso largo interpretado por Tupac. El verso comienza con Tupac hablando sobre el embarazo de Brenda. También señala que la chica no ha tenido mucha educación en su vida, que apenas sabe escribir y recalca que es una "maldita vergüenza". Tiene pocas esperanzas en su vida, su familia es muy pobre y su padre es adicto a la heroína. Brenda se queda embarazada de su novio, que resulta ser su primo, pero oculta con éxito su embarazo. Tupac explica que a su familia no le importaba que tuviera al bebé, siempre y cuando recibieran su parte de la ayuda del gobierno.
A pesar de que cree que su primo estará con ella y le ayudará a criar a su hijo, él no es más que un mujeriego y la abandona antes de dar a luz al bebé en el baño. Brenda arroja a su hijo a un cubo de basura, pero más tarde le recupera cuando escucha al bebé llorar. Su madre la regaña severamente, y Brenda se encuentra tan avergonzada de sí misma que se escapa de casa.
Brenda comienza una vida por su propia cuenta, y busca empleo sin tener éxito. Su intento de vender cocaína fracasa y, finalmente, considera la prostitución como la única forma de hacer dinero. Este camino la conduce a su asesinato. El último minuto de la canción consta de un coro cantando repetidamente "don’t you know she’s got a baby".

## Vídeo musical
El vídeo de la canción, dirigido por los hermanos Hughes, es en blanco y negro. Fue hecho para visualizar lo que Tupac narra. La primera parte muestra a Tupac y Money-B hablando sobre Brenda, y seguidamente comienza la historia. El vídeo comienza con "basado en una historia real", ya que aunque los propios personajes son ficticios, la historia es real.

## Legado
La canción ha sido elogiada por Nas, The Game y Mary J. Blige, como una de las obras más conmovedoras y poéticas de Tupac. The Game se refiere a la canción en "Hate It or Love It" en la línea "Pac is gone, and Brenda still throwing babies in the garbage" ("Pac se ha ido, y Brenda sigue tirando bebés a la basura").
En 1998, la canción fue incluida en el álbum Greatest Hits. El rapero Bizzy Bone nombró "Brenda's Got a Baby" como su canción favorita de 2Pac.
El rapero Kendrick Lamar se refiere a la canción en "Sing about me, I'm dying of thirst", en una línea se escucha "And called it Section.80, The message resembled Brenda's Got a Baby..."